# Marc-André Leclerc
Marc-André Leclerc (Nanaimo, Canadá; 10 de octubre de 1992 - Glaciar Mendenhall, 5 de marzo de 2018) fue un escalador y alpinista canadiense. Fue conocido por sus ascensos en solitario de numerosas montañas en varias partes del mundo. Completó los primeros ascensos en solitario de invierno de la Torre Egger en la Patagonia y la Emperor Face del Monte Robson.

## Primeros años de vida
Marc-André Leclerc nació el 10 de octubre de 1992 en Nanaimo, Columbia Británica. Era hijo de Michelle Kuipers y Serge Leclerc. Se inició en la escalada con ocho años, cuando su abuelo le compró el libro de Chris Bonington, Quest for Adventure. A los nueve años, Marc tuvo su primera experiencia de escalada en Coquitlam, en un rocódromo cubierto dentro de un centro comercial. Más tarde ese año, se unió a un gimnasio en Abbotsford, llamado Project Climbing.
En 2005 su familia se mudó a Agassiz, cerca de los picos de Cascade Range, y Leclerc comenzó a escalar montañas. Leclerc iba en bicicleta a Harrison Bluffs, un área de escalada en roca en la Columbia Británica, para escalar y pasar la noche allí solo.
Cuando tenía 15 años, su madre le compró un ejemplar de Montañismo: La libertad de las colinas. El libro lo inspiró a unirse al Club de Montañismo de la Columbia Británica, a través del que  se hizo un nombre en la comunidad del montañismo. Comenzó a competir y a ganar competiciones, hasta ganar los Nacionales Canadienses en 2005.

## Carrera deportiva
En agosto de 2014 completó la ascensión consecutiva en solo integral de tres de las vías de la cara este de la Slesse Mountain: East buttress direct (5.10+), Navigator Wall (5.10+) y Northeast buttress (5.9+), lo que supuso unos 70 largos en un día. Según los datos oficiales, hasta entonces nadie antes había logrado la ascensión de las dos primeras en solo integral. La última vía se suele escalar en dos o tres días, y Marc-André Leclerc lo hizo en 12 horas. Fue la primera vez que atrajo la atención de los medios de comunicación especializados.
A principios de 2015 hizo varias ascensiones junto a Colin Haley en la Patagonia, entre ellas la primera ascensión integral de la cara norte del cerro Torre, la variante "Directa de la mentira".
El 21 de febrero de 2015 completó su primera ascensión en solitario del cerro Torre en un día. Fue la séptima persona en lograrlo, y la primera en lograrlo por la vía The Corkscrew. Leclerc escribió en su blog que tocar en solitario The Corkscrew "se sintió como un breve 'paso hacia el futuro', por así decirlo..." en sus esfuerzos por cumplir el sueño de su vida de convertirse en un explorador. El escalador y guía de montaña argentino Rolando Garibotti escribió que el ascenso de Leclerc al Sacacorchos fue uno de "proporciones trascendentales, con mucho, la ruta más difícil jamás realizada en solitario en el cerro Torre y solo la séptima en solitario en general".
En octubre de ese año, también en la Patagonia, intentó ascender el cerro Pollone, pero lo tuvo que abandonar a 30 metros de la cima. Desde ahí probó las vías Tomahawk y Exocet para subir a la aguja Standhardt. Fue el segundo escalador en ascenderlo en solitario, tras Colin Haley, que lo logró en 2010.  En 2015 fue premiado con el Guy Lacelle Pure Spirit Award.
En abril del 2016 completó el primer ascenso en solitario de la ruta Infinite Patience (VI, M7), en Emperor Face del Monte Robson. Tras este logro, escribió en su blog que "se sintió intimidado por el fuerte aura (del Emperador), pero al final, nos hicimos amigos y el Rey compartió generosamente su riqueza, dejándome una persona mucho más rica".
El 17 de septiembre de ese año conquistó la Torre Egger en 15 horas, y terminó el descenso 6 horas después. Fue la primera ascensión invernal en solitario. Completó su trío de escalada en solitario de los principales picos del Cerro Torre. En una entrevista posterior, aseguró que "después de la escalada me sentí normal, no tuve una gran sensación de un logro, pero estaba contento. El sentimiento de haber hecho algo especial tomó un poco de tiempo para asimilarlo, porque la experiencia fue realmente grande." Colin Haley declaró que "Marc-André está dejando rápidamente atrás a todos en el ámbito de la escalada".

## Muerte
En marzo de 2018, junto a Georges Johnson, intentó una primera ascensión por la cara norte en la torre principal del conjunto de las Torres de Mendenhall, en Juneau, Alaska. Pretendían coronarla y descender por el glaciar oeste de Mendenhall, para concluir el miércoles 7. El lunes 5 publicó una fotografía en Instagram, cerca de la cima. Fue la última noticia que se tuvo de ellos. Los familiares comunicaron la desaparición a las autoridades, y el día 8 los servicios de rescate de la Montaña de Juneau comenzaron su búsqueda con dos helicópteros. Tuvo que interrumpirse durante unos días debido a las malas condiciones climáticas. Cuando la tormenta pasó, después de cuatro días, el equipo de búsqueda descubrió cuerdas en la parte inferior de la ruta de descenso de los escaladores, a pocos metros de su campamento base. Esto sugiere que los escaladores fueron golpeados por una avalancha, una roca que cayó o una cornisa desde arriba.
El 14 de marzo, nueve días después de su desaparición, las autoridades declararon a Leclerc y Johnson oficialmente desaparecidos. Sus cuerpos no aparecieron.

## Escaladas destacadas
- 2013 − La tentación de San Antonio, Squamish. Primer ascenso libre (5.13a)[27][28]
- 2014 - Mount Slesse, Cascade Range - Enlace triple de East Pillar Direct (5.10+), Navigator Wall (5.10+), Northeast Buttress (5.9+). Free Solo en 12 horas, 4 minutos[29]
- 2015 − Travesía Torre Inversa, Patagonia. Primera Ascensión (5.10a)[30]
- 2015 − Directa de la Mentira – Cerro Torre Cara Norte, Patagonia. Primer ascenso (5.10)[30]
- 2015 − El Sacacorchos – Cerro Torre, Patagonia. Primer ascenso en Solitario (5.10d)[31]
- 2015 − Tomahawk / Exocet Link Up – Aguja Standhardt, Patagonia. Onsight Free Solo (5.8)[32]
- 2015 − Muro Muir en El Capitán (5.13c). Ascenso libre[32]
- 2016 - Monte Tuzo, Montañas Rocosas canadienses - Cara noreste (M7+ WI6+R, 1110 metros). Primer ascenso por esta cara[33]
- 2016 - Monte Robson, Montañas Rocosas canadienses - Paciencia infinita (VI 5.9 M5 WI5, 2200 m). Primer ascenso en solitario[34]
- 2016 − Pilar Este – Torre Egger, Patagonia. Primer ascenso invernal en solitario (5.10b)[35]
- 2017 − Ha Ling Peak, Monte Lawrence Grassi − Cheesmond Express (5.10), Premature Ejaculation (5.10+), Northeast Face (5.7). Free Solos[36]
- 2017 - Rim Wall, Montañas Rocosas Canadienses - Pinko (5.10). Primer ascenso en solitario libre[28]
- 2017 − Echo Canyon, Montañas Rocosas Canadienses − Tall Storey (5.11c). Primer ascenso libre en solitario[28]
- 2018 − Mount Slesse, Cascade Range – Northeast Buttress. Primer ascenso libre invernal (5.9+)[29]
- 2018 − The Theft, Columbia Británica, Canadá. (M7 WI6+). Segundo ascenso[37]
- 2018 - Jupiter Shift on Station-D, en Slesse Cirque[38]
- 2018 − Cara norte de la Torre Principal, Torres Mendenhall. Primer ascenso[39]

## Vida personal
Leclerc tenía una hermana mayor, Bridgid-Anne Dunning, y una hermana menor, Kellyn Kavanagh. Se crio en el Valle Fraser de la Columbia Británica, Canadá. Fue diagnosticado con un trastorno de déficit de atención e hiperactividad.
Residía en Squamish con su novia Brette Harrington, también escaladora y alpinista. La pareja se conoció en Squamish en 2012 y, en 2016, establecieron Hidden Dragon (5.12b) en el Chinese Puzzle Wall frente al Monte Slesse.
En 2021 se estrenó un documental llamado The Alpinist, sobre la vida y las escaladas de Leclerc.